# Arcanator orostruthus
Il cantore maculato delle montagne o golastriata (Arcanator orostruthus (Vincent, 1933)) è un uccello passeriforme della famiglia Modulatricidae, nell'ambito della quale rappresenta l'unica specie ascritta al genere Arcanator Clancey & Irwin, 1986.

## Etimologia
Il nome scientifico del genere, Arcanator, deriva dal latino arcanus, "nascosto", in riferimento alla natura elusiva ed all'inaccessibilità dell'habitat di questi uccelli : il nome della specie, orostruthus, deriva dall'unione delle parole greche ορος (oros, "montagna") e στρουθος (strouthos, "passerotto"), col significato di "passero di montagna", in riferimento all'aspetto.

## Descrizione

### Dimensioni
Misura 17–19 cm di lunghezza.

### Aspetto
Si tratta di uccelli dall'aspetto robusto e paffuto, muniti di testa arrotondata con becco sottile e conico, ali appuntite, coda dall'estremità squadrata e zampe forti ed allungate: nel complesso, i cantori maculati delle montagne sono piuttosto simili a  tordi in miniatura.
Il piumaggio delle parti superiori è di colore bruno-olivastro, con sfumature di color ruggine sulla coda: quello delle parti inferiori è più chiaro, tendente al grigio-giallastro, ampiamente screziato (da cui il Nome comune di "golastriata"), specialmente sui fianchi ed ai lati del petto.
Il becco e le zampe sono di color nerastro, mentre gli occhi sono di colore bruno scuro.

## Biologia
Si tratta di uccelli diurni e tendenzialmente solitari, che vivono al più in coppie e passano la maggior parte del tempo al suolo o fra i cespugli alla ricerca di cibo.
I richiami di questi uccelli sono flautati e potenti, piuttosto monotoni ma molto musicali.

### Alimentazione
È una specie insettivora, che si nutre sul terreno cercando le sue prede tra le foglie della lettiera.

### Riproduzione
Sono stati osservati adulti in amore a partire dal mese di agosto ed esemplari giovani in novembre: sebbene non si conosca molto icrca la riproduzione di questi uccelli, si ritiene che essa non differisca in maniera significativa da quanto osservabile fra gli altri Modulatricidae.

## Distribuzione e habitat
La specie occupa un areale puntiforme e piuttosto circoscritto, limitato al monte Namuli ed al monte Mabu in Mozambico centro-settentrionale ed ai monti Usambara e Udzungwa in Tanzania centro-settentrionale.
L'habitat di questi uccelli è rappresentato dalla foresta pluviale afromontana primaria tra i 900 e i 1800 m di quota, preferendo le aree con una fitta vegetazione di Zingiberaceae e la foresta a galleria.

## Tassonomia
Se ne riconoscono tre sottospecie:
- Arcanator orostruthus orostruthus (Vincent, 1933) - la sottospecie nominale, endemica del Mozambico;
- Arcanator orostruthus amani (Sclater & Moreau, 1935) - diffusa nella porzione orientale dei monti Usambara;
- Arcanator orostruthus sanjei (Jensen & Stuart, 1982) - endemica dei monti Udzungwa;